# Heterusia mileta
Heterusia mileta är en fjärilsart som beskrevs av Felder 1875. Heterusia mileta ingår i släktet Heterusia och familjen mätare. Inga underarter finns listade i Catalogue of Life.